# Signia
Signia Argentina es una marca de calzado e indumentaria deportiva argentina que fabrica y distribuye. La marca ha experimentado varios planes de reestructuración en el pasado debido a problemas financieros, e incluso han desaparecido del mercado durante algunos períodos de tiempo. Signia también ha patrocinado algunos equipos de fútbol de Primera División de Argentina, sobre todo al principio de la década del 2000.
Desde su relanzamiento en el 2010, Signia fue el proveedor oficial de uniformes del Comité Olímpico Argentino hasta 2020.

## Historia

### Primeros años: TyC
La marca hizo su debut en 1998 como TyC Signia. Torneos, había firmado un acuerdo con la Asociación del Fútbol Argentino para ser el emisor exclusivo de todos los partidos de fútbol de la Primera división de Argentina.
La compañía amplió su negocio creando una división deportiva debido a su asociación con Gatic SA, la empresa textil argentina, que tenía la licencia exclusiva de marcas internacionales como Adidas (desde 1970), Le Coq Sportif, New Balance y Umbro, entre otros, para producir y vender sus productos en la región. Sin embargo, los ingresos de la compañía había disminuido fuertemente durante los últimos años, debido a la crisis económica argentina.
Torneos y Gatic firmaron un acuerdo con el objetivo de la creación, desarrollo y comercialización de la marca TyC Signia, que fue lanzado oficialmente en abril de 1999. Signia ha sido concebida como una marca exclusiva centrada en productos de alto rendimiento, con el fin de competir con otras marcas importantes.
A pesar de ser apoyado con campañas masivas de publicidad, las ventas de los productos de TyC Signia eran pobres, así como su repercusión en cuanto una nueva marca. Esto hizo que la primera reestructuración de la empresa sea tan sólo un año más tarde, cuando pasó a denominarse simplemente Signia. Poco después, Signia firmó sus primeros acuerdos con algunos de los equipos de la Primera División de Argentina, como San Lorenzo de Almagro y Los Andes, que jugó su sexta temporada en Primera división usando equipo de Signia.
Signia diseñó algunos modelos de uniformes para San Lorenzo de Almagro, que eran de controversia, como el modelo cuervo (inspirado en el apodo del club), una camiseta negra con una manga de color amarillo emulando un pico que se usó sólo una vez, frente a River Plate y luego se dejó de usar. Otro modelo hecho por Signia para San Lorenzo de Almagro fue un kit de color plata, una camiseta rara que usó San Lorenzo de Almagro en el momento que jugó la Copa Mercosur 2000.
A pesar de Gatic tenía la licencia exclusiva para fabricar los productos de Adidas en  Argentina, la compañía alemana se había instalado en el país durante la década de 1990, convirtiéndose en el principal rival de Gatic. En 2002, Adidas decidió poner fin a su asociación con Gatic, después de que la empresa argentina llamara para que se reúnan varios acreedores.
En 2001, la crisis económico argentino y el alto precio del dólar detuvo la entrada de productos importados (que se había relegado a los artículos deportivos fabricados en la Argentina durante la década de 1990 debido a sus costos más bajos) para el país. Esa situación alentó a Eduardo Bakchellian (el antiguo dueño de Gatic) para tomar Gatic otra vez en 2002. La compañía no sería una licencia, pero un fabricante y proveedor de productos para otras marcas como Adidas (su licencia anterior) o Nike, que había llegado a la Argentina unos años antes.

### Relanzamiento
Una vez que el acuerdo con Torneos llegó a la conclusión, Bakchellian buscó un nuevo socio para relanzar Signia. La empresa finalmente firmó un acuerdo de negocios con Marcelo Tinelli, quien había creado un equipo de voleibol llamado Club Ciudad de Bolívar en San Carlos de Bolívar. Por lo tanto el equipo pasó a denominarse Bolívar Signia con la empresa como su principal patrocinador y fabricante de uniformes.
Durante su segunda etapa, Signia continuó patrocinando San Lorenzo de Almagro, pero también se incorporan Arsenal de Sarandí, Huracán y Comisión de Actividades Infantiles a su lista de endosos. El equipo de rugby de mayor éxito de la Argentina, el Club Atlético de San Isidro (más conocido como CASI) también firmó con Signia.
En 2003, Signia firmó un acuerdo con la Asociación del Fútbol Argentino convirtiéndose en el proveedor exclusivo de pelota de todos los partidos de Primera División. Este acuerdo finalizó en 2004.
En septiembre de 2004, fue declarada la quiebra de Gatic y entró en liquidación. La fábrica ubicada en San Martín fue tomada por sus exempleados, siendo asistidos por una Organización no gubernamental internacional. Las otras fábricas (Gatic la industria textil en Las Flores y el fabricante de zapatos de Coronel Suárez) fueron alquilados por Indular Manufacturas SA, una empresa de reciente creación.

### Tercer período
Manufacturas Indular SA mantuvo la marca Signia, mientras que el resto de las antiguas marcas de Gatic fueron despedidos o adquiridas por otras compañías. Signia había dejado equipos patrocinadores durante el período de la quiebra. Sin embargo, la empresa firmó acuerdos con más equipos en 2006: Argentinos Juniors y Gimnasia y Esgrima de Jujuy. Un año más tarde Signia añadió Belgrano de Córdoba y Lanús a su lista de equipos patrocinados.
En julio de 2007 Manufacturas Indular SA fue adquirida por la empresa brasileña Vulcabras (Vulcabrasǀazaleia S.A.), propietario de Olympikus y parte del Grupo Grendene (Grendene S. A.).
Poco después de llegar a la Argentina, Vulcabras (a través de su marca Olympikus) inició su actividad en la región, haciéndose cargo de los equipos patrocinados por Signia en el momento: Lanús (en 2009), Racing Club (en 2009) y Argentinos Juniors (2010) como resultado, Signia desaparecido del negocio deportes durante un tiempo.

### Cuarto período: 2010-actual

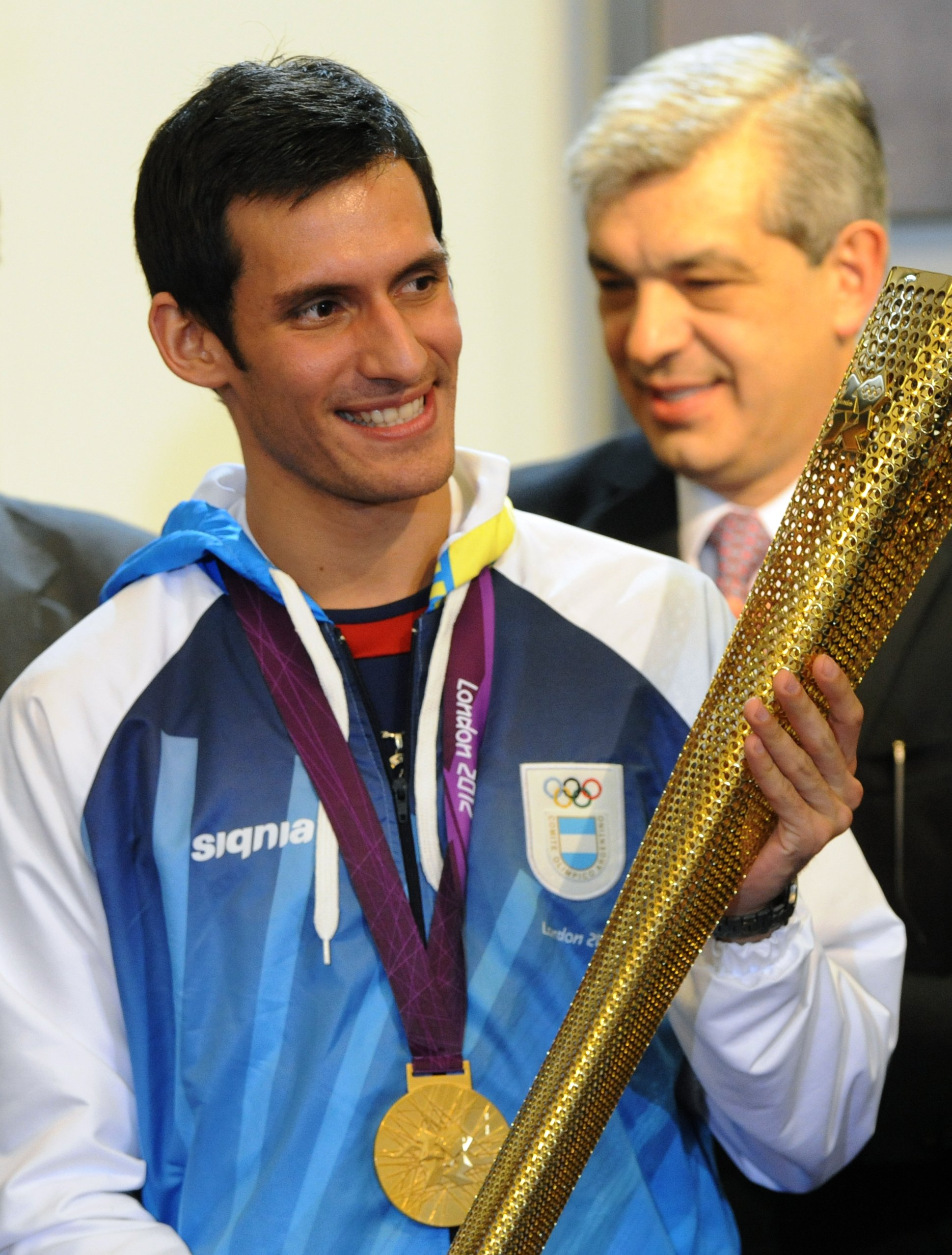
Crismanich con su indumentaria del Comité Olímpico Argentino.

En agosto de 2010, Signia hizo una nueva aparición en el mercado deportivo argentino, firmando un acuerdo con All Boys había ascendido a Primera División de Argentina ese mismo año. La marca fue relanzada por una nueva empresa llamada GGM SA, que también obtuvo la licencia para fabricar y comercializar los productos Pony en Argentina, Brasil, Uruguay y Paraguay, y la marca deportiva en Asics en Argentina y Uruguay.
Signia también firmó un acuerdo con el Comité Olímpico Argentino para proveer equipos a sus atletas durante los Juegos Olímpicos de Verano y los Juegos Panamericanos. La marca hizo su debut en los Juegos Panamericanos de 2011 celebrados en Guadalajara.
El 31 de julio de 2017 un día después de concluir la temporada 2016-17 del Nacional B, anunció el contrato con Ferro Carril Oeste como indumentaria oficial del club, pero duró solo una temporada.